# WWE World Heavyweight Championship
El World Heavyweight Championship (en anglès: Campionat del món del pes pesant), fou un campionat de lliure professional de l'empresa World Wrestling Entertainment (WWE) exclusiu de la marca SmackDown, sent el campionat més important de dita marca. En 2013 es va reunificar amb el Campionat WWE quan Randy Orton va derrotar John Cena. Durant els dos regnats de Rey Mysterio el títol va passar a dir-se World Championship a causa del fet que Mysterio no és un lluitador de categoria Heavyweight.

## Història

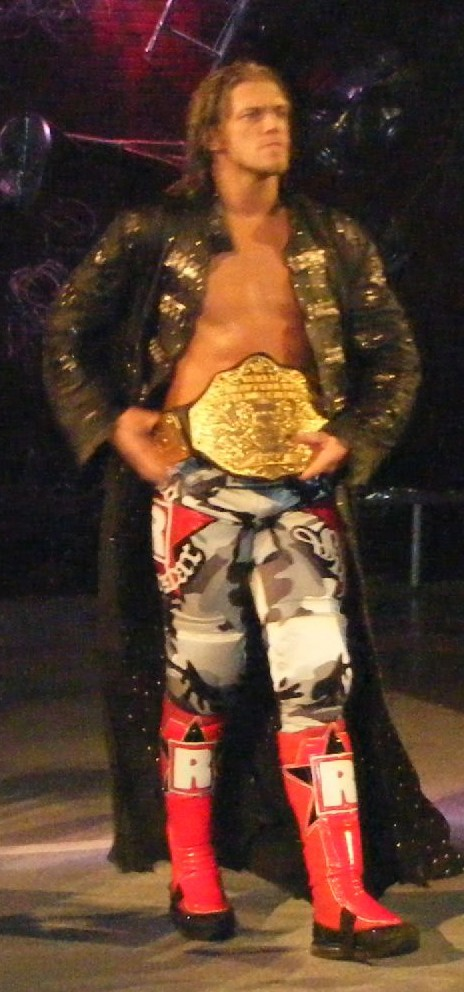
Edge posseeix el record amb set regnats i és responsable de diversos canvis de marca.

El 2002 el nombre de lluitadors de la WWF s'havia duplicat i com a resultat es va crear una divisió de dues marques RAW i SmackDown. El WWE Undisputed Championship es va mantenir exclòs de la separació de marques, podent ser reptat per qualsevol lluitador de l'empresa.
Després Eric Bischoff va passar a ser el gerent general de RAW i Stephanie McMahon la de SmackDown. Stephanie va contactar amb Brock Lesnar, el WWE Undisputed Champion, perquè s'unís a la seva marca, deixant a Raw sesne títol mundial.Això va provocar que Eric Bischoff anunciés la creació del Campionat Mundial de pes pesant, el 2 de setembre de 2002, atorgant-li a Triple H i fent que fos exclusiu de la marca Raw. Immediatament després el WWE Undisputed Champion va canviar de nom a WWE Championship.
En el Draft 2005, John Cena, en aquell moment Campió de la WWE va ser enviat a Raw mentre que Batista, Campió Mundial de des pesant en aquell moment fou enviat a SmackDown. A conseqüència el títol es va tornar exclusiu de SmackDown. A l'edició del 30 de juny de 2008 a Raw CM Punk va usar la seva oportunitat del Money in the Bank enfront a Edge, campió en aquell moment portant el campionat a RAW.
El 15 de febrer de 2009 en el PPV No Way Out, novament va tornar a SmackDown quan Edge, membre de dita marca, va guanyar una Elimination Chamber, on el títol estava en joc. A WrestleMania XXV, el 5 d'abril de 2009, John Cena (membre de Raw) va derrotar a Edge (campió en aquell moment) i The Big Show (ambdós membres de SmackDown) en una Triple Threat Match. Com a resultat el campionat va tornar a la marca RAW. Menys d'un mes després Edge va derrotar a John Cena en una lluita titular, retornant el campionat a la marca SmackDown. En 2013 es va reunificar amb el Campionat WWE quan Randy Orton va derrotar John Cena.

## Llista de campions
|    | Lluitador       | N.º | Data                   | Dies | Show o Esdeveniment                                                                                           | Notes |
| -- | --------------- | --- | ---------------------- | ---- | --- | --- |
| 1  | Triple H        | 1   | 2 setembre 2002        | 76   | Raw | Campió inaugural |
| 2  | Shawn Michaels  | 1   | 17 novembre 2002       | 28   | Survivor Series (2002)                                                                                        | En aquest combat també hi participava Chris Jericho, Rob Van Dam, Booker T i Kane                                                                                             |
| 3  | Triple H        | 2   | 15 desembre 2002       | 280  | WWE Armageddon (2002)                                                                                         | El combat va ser del tipus Three Stages of Hell match |
| 4  | Goldberg        | 1   | 21 setembre 2003       | 84   | WWE Unforgiven (2003)                                                                                         | Combat del tipus Career vs. Title |
| 5  | Triple H        | 3   | 14 desembre 2003       | 91   | WWE Armageddon (2003)                                                                                         | Triple Threat Match on també participava Kane |
| 6  | Chris Benoit    | 1   | 14 març 2004           | 154  | WrestleMania XX                                                                                               | Triple Threat Match on també participava Shawn Michaels |
| 7  | Randy Orton     | 1   | 15 agost 2004          | 28   | SummerSlam (2004)                                                                                             | Campió més jove de la història |
| 8  | Triple H        | 4   | 12 setembre 2004       | 85   | WWE Unforgiven (2004)                                                                                         | |
|    | Vacant          |     | 6 desembre 2004        |      | Raw | El campionat va quedar vacant després d'una doble desqualificació en un Triple Threat Match entre Triple H, Edge i Chris Benoit                                               |
| 9  | Triple H        | 5   | 9 gener 2005           | 84   | WWE New Year's Revolution (2005)                                                                              | Combat del tipus elimination chamber on també participaven Chris Benoit, Chris Jericho, Randy Orton, Batista i Edge. Shawn Michaels fou l'arbitre.                            |
| 10 | Batista         | 1   | 3 abril 2005           | 282  | WrestleMania XXI                                                                                              | Durant el seu regnat el títol es tornà exclusiu de SmackDown |
|    | Vacant          |     | 10 gener 2006          |      | SmackDown | Batista va patir una lesió |
| 11 | Kurt Angle      | 1   | 10 gener 2006          | 82   | SmackDown | Va guanyar un 20-Man-Batlle Royal |
| 12 | Rey Mysterio    | 1   | 2 abril 2006           | 112  | WrestleMania XXII                                                                                             | Triple Threat Match que incloïa a Randy Orton. El campionat fou rebatejat com a World Championship ja que Rey Mysterio no és un lluitador de categoria pes pesat.             |
| 13 | Booker T        | 1   | 23 juliol 2006         | 126  | WWE The Great American Bash                                                                                   | |
| 14 | Batista         | 2   | 26 novembre 2006       | 126  | Survivor Series (2006)                                                                                        | Aquest combat fou un Last Chance Match |
| 15 | The Undertaker  | 1   | 1 abril 2007           | 37   | WrestleMania XXIII                                                                                            | |
| 16 | Edge            | 1   | 8 maig 2007            | 70   | SmackDown | Va usar el maletí Money in the bank |
|    | Vacant          |     | 17 juliol 2007         |      | SmackDown | Edge va deixar el campionat per una lesió |
| 17 | The Great Khali | 1   | 17 juliol 2007         | 61   | SmackDown | Va guanyar un 20-Man-Battle Royal |
| 18 | Batista         | 3   | 16 setembre 2007       | 91   | WWE Unforgiven                                                                                                | Triple Threat Match on també participava Rey Mysterio |
| 19 | Edge            | 2   | 16 desembre 2007       | 105  | WWE Armageddon                                                                                                | Triple Threat Match on també participava The Undertaker |
| 20 | The Undertaker  | 2   | 30 març 2008           | 30   | WrestleMania XXIV                                                                                             | Aquest fou un Campionat vs. Ratxa on l'invicte de Undertaker va millorar a 16-0                                                                                               |
|    | Vacant          |     | 29 abril 2008          |      | SmackDown | Per decisió de Vickie Guerrero que va declarar que la clau de submissió que Undertaker havia usat per guanyar el campionat era molt perillosa i també va ser prohibida.       |
| 21 | Edge            | 3   | 1 juny 2008            | 29   | WWE One Night Stand                                                                                           | Edge va derrotar a Undertaker en un Tables, Ladders & Chairs Match |
| 22 | CM Punk         | 1   | 30 juny 2008           | 69   | Raw | Va canviar el seu Money in the bank per una lluita titular |
| 23 | Chris Jericho   | 1   | 7 setembre 2008        | 49   | WWE Unforgiven                                                                                                | Va derrotar a JBL, Batista, Rey Mysterio & Kane. CM Punk no va lluitar en el combat on va perdre el campionat.                                                                |
| 24 | Batista         | 4   | 26 octubre 2008        | 8    | WWE Cyber Sunday                                                                                              | Steve Austin fou l'arbitre |
| 25 | Chris Jericho   | 2   | 3 novembre 2008        | 20   | Raw | Steel Cage Match |
| 26 | Edge            | 4   | 15 febrer 2009         | 49   | WWE No Way Out                                                                                                | Elimination Chamber que incloïa a Chris Jericho, Rey Mysterio, Mike Knox i Kane. Durant el seu regnat el títol es tornà exclusiu de SmackDown                                 |
| 27 | John Cena       | 2   | 5 abril 2009           | 21   | Triple Threat Match on també participava The Big Show. Durant el seu regnat el títol es tornà exclusiu de Raw | |
| 28 | Edge            | 5   | 26 abril 2009          | 42   | WWE Backlash                                                                                                  | Last Man Standing. El campionat es tornà exclusiu de SmackDown. |
| 29 | Jeff Hardy      | 1   | 7 juny 2009            | 0    | WWE Backlash                                                                                                  | Ladder Match |
| 31 | CM Punk         | 2   | 7 juny 2009            | 49   | WWE Extreme Rules                                                                                             | Va canviar el seu Money in the bank |
| 32 | Jeff Hardy      | 2   | 26 juliol 2009         | 28   | WWE Night of Champions                                                                                        | |
| 33 | CM Punk         | 3   | 23 agost 2009          | 42   | SummerSlam | Tables, Ladders & Chairs Match |
| 34 | The Undertaker  | 3   | 4 octubre 2009         | 140  | WWE Hell in a cell                                                                                            | Hell in a cell match |
| 35 | Chris Jericho   | 3   | 21 febrer 2010         | 37   | WWE Elimination Chamber                                                                                       | Elimination chamber que va incloure a John Morrison, R-Truth, CM Punk i Rey Mysterio                                                                                          |
| 36 | Jack Swagger    | 1   | 30 març 2010           | 82   | SmackDown | Va canviar el seu Money in the bank per una lluita titular |
| 37 | Rey Mysterio    | 2   | 20 juny 2010           | 28   | WWE Fatal 4 Way                                                                                               | Fatal-4-Way on també participava The Big Show i CM Punk. El campionat va canviar de nom a World Championship                                                                  |
| 38 | Kane            | 1   | 18 juliol 2010         | 154  | WWE Money in the Bank                                                                                         | Va canviar el seu Money in the Bank la mateixa nit que el va aconseguir |
| 39 | Edge            | 6   | 19 desembre 2010       | 58   | WWE TLC: Tables, Ladders & Chairs                                                                             | Fatal-4-Way que va incloure a Rey Mysterio i Alberto Del Rio |
| 40 | Dolph Ziggler   | 1   | 15 febrer 2011         | 0    | SmackDown | No hi va haver combat. Vickie Guerrero va desposseir a Edge del títol i el va donar a Dolph Ziggler                                                                           |
| 41 | Edge            | 7   | 15 febrer 2011         | 56   | SmackDown | Va recuperar el campionat la mateixa nit que li va ser pres |
| —  | Vacant          | —   | 12 abril 2011          | —    | SmackDown | Edge es va veure obligat a deixar vacant el campionat degut a una lesió que el va obligar a retirar-se de la lluita lliure                                                    |
| 42 | Christian       | 1   | 1 maig 2011            | 2    | Extreme Rules (2011)                                                                                          | Va derrotar Alberto Del Rio en un Ladder Match. |
| 43 | Randy Orton     | 2   | 3 maig 2011            | 75   | SmackDown | Va guanyar l'oportunitat titular gràcies al vot del públic |
| 44 | Christian       | 2   | 17 juliol 2011         | 28   | Money in the Bank (2011)                                                                                      | Va guanyar per descalificació i estaba estipulat que si Randy Orton era desqualificat o hi havia algun error per part de l'àrbitre Christian es convertiria en el nou campió. |
| 45 | Randy Orton     | 3   | 14 d'agost de 2011     | 35   | SummerSlam (2011)                                                                                             | |
| 46 | Mark Henry      | 1   | 18 de setembre de 2011 | 91   | Night of champions (2011)                                                                                     | |
| 47 | Big Show        | 1   | 18 de desembre de 2011 | 0    | TLC: Tables, Ladders & Chairs (2011)                                                                          | Aquest fou un dels dos regnats més curts de la història d'aquest campionat |
| 48 | Daniel Bryan    | 1   | 18 de desembre de 2011 | 105  | TLC: Tables, Ladders & Chairs (2011)                                                                          | Daniel va usar el seu contracte SmackDown Money in the Bank, després que Big Show fos atacat per Mark Henry i no es pogués aixecar.                                           |
| 49 | Shaemus         | 1   | 1 d'abril de 2012      | 210  | WrestleMania XXVIII                                                                                           | |
| 50 | The Big Show    | 2   | 28 d'octubre de 2012   | 72   | Hell in a Cell                                                                                                | |
| 51 | Alberto del Rio | 1   | 8 de gener de 2013     | 90   | Friday Night SmackDown!                                                                                       | Fou un last man standing match |
| 52 | Dolph Ziggler   | 2   | 8 d'abril de 2013      | 69   | Monday Night RAW                                                                                              | Aprofità la oportunitat del World Heavyweight Championship Money in the Bank.                                                                                                 |
| 53 | Alberto del Rio | 2   | 16 de juny de 2013     | 133  | Payback | |
| 54 | John Cena       | 3   | 27 d'octubre de 2013   | 49   | Hell in a cell                                                                                                | |
| 55 | Randy Orton     | 4   | 15 de desembre de 2013 | 0    | TLC: Tables, Ladders & Chairs                                                                                 | |

## Major quantitat de regnats
- 7 vegades: Edge (409 dies)
- 5 vegades: Triple H (616 dies)
- 4 vegades: Batista (507 dies)

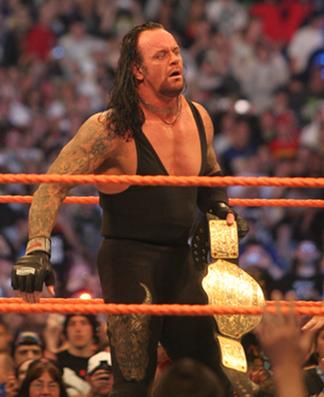
The Undertaker és el campió més gran que ha tingut el campionat.

- 3 vegades: CM Punk (160 dies), The Undertaker (207 dies) i Chris Jericho (106 dies)
- 2 vegades: John Cena (154 dies), Jeff Hardy (28 dies), Rey Mysterio (140 dies) i Randy Orton (138 dies)

## Dades interessants
- Regnat més llarg: Batista, 282 dies.
- Regnat més curt: Randy Orton, 1 segon
- Campió més gran: The Undertaker, 44 anys
- Campió més jove: Randy Orton, 24 anys.
- Campió més pesat: The Great Khali
- Campió més lleuger: Rey Mysterio